# Isopropiltioxantone
L'isopropiltioxantone o ITX è un derivato del tioxantone usato principalmente come agente fissante per inchiostro e vernici a serigrafia, combinato all'azione della luce ultravioletta.
Il prodotto per uso commerciale è una miscela degli isomeri 4-isopropil- (in figura) e 2-isopropil-, dove il gruppo
-CH-(CH3)2 è nella posizione subito sottostante nell'anello aromatico.
Poche sono le informazioni disponibili in letteratura riguardo alla sua pericolosità. Definito come "moderatamente tossico" e "non cancerogeno", l'ITX in polvere è considerato irritante per gli occhi, la pelle e l'apparato respiratorio.
È la sostanza ritrovata nel latte della Nestlé, che ha portato, il 22 novembre 2005, al sequestro in Italia di circa 30 milioni di litri di latte, in seguito al quale la ditta ha ritirato anche i lotti dei prodotti contaminati in  Francia, Portogallo e Spagna, in quanto non sono noti studi tossicologici approfonditi sulla sostanza. La Nestlè ha dichiarato che non ci sono pericoli per i consumatori, in quanto la concentrazione è modesta.